# (36742) 2000 RM62
2000 RM62 (asteroide 36742) é um asteroide da cintura principal. Possui uma excentricidade de 0.17924580 e uma inclinação de 2.56529º.
Este asteroide foi descoberto no dia 1 de setembro de 2000 por LINEAR em Socorro.